# Limerick Clean Energy Center

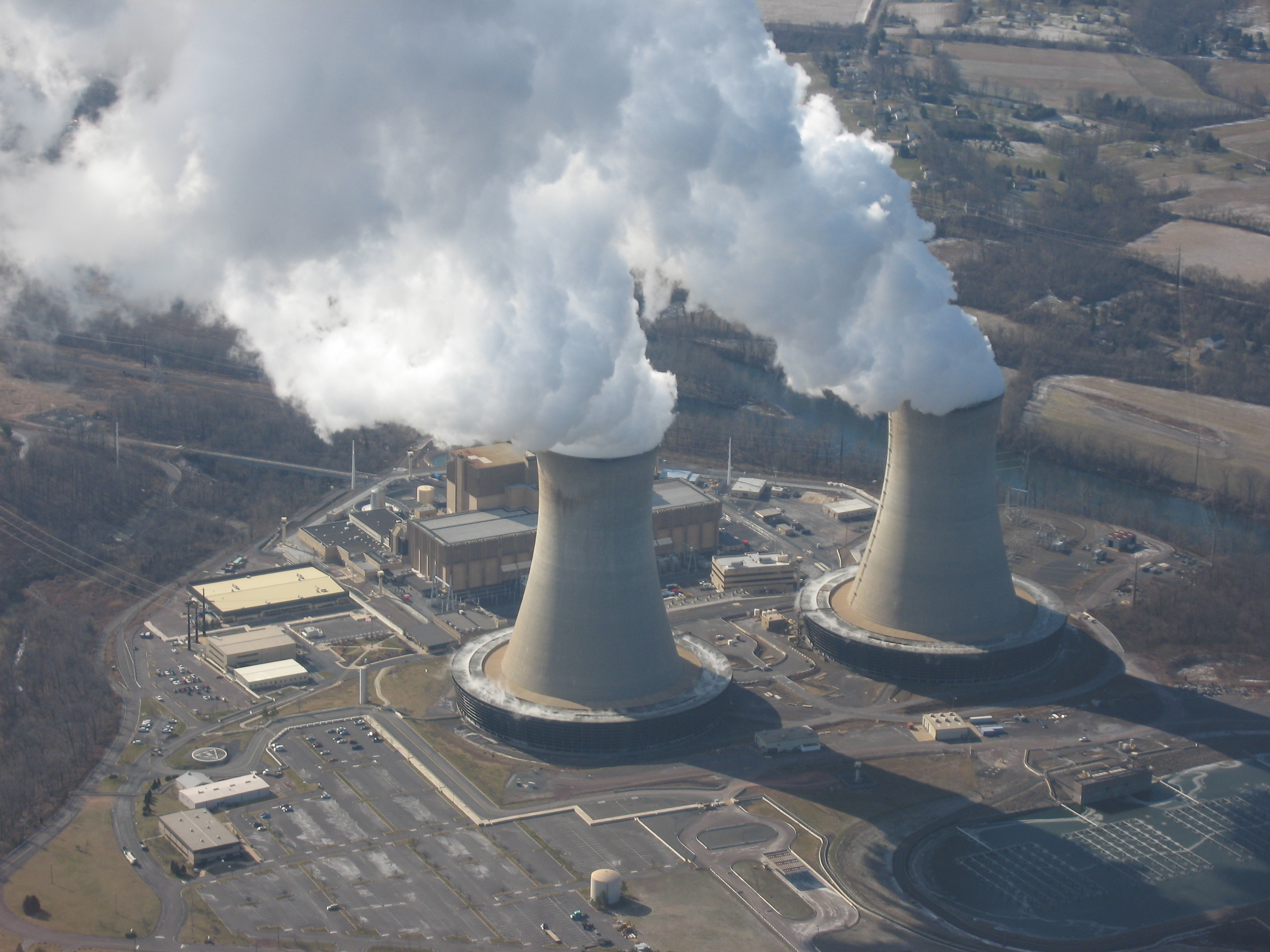
Limerick Clean Energy Center, 2007.

Limerick Clean Energy Center är ett kärnkraftverk med två kärnreaktorer som kan producera maximalt 2 317 megawatt (MW) elektricitet, vilket motsvarar elektricitet för mer än 1,7 miljoner bostäder. Kärnkraftsanläggningen ligger på ett 243 hektar (600 acre) stort område i Limerick, Pennsylvania i USA. Limerick ägs till 100% av Constellation Energy.
Kärnkraftverkets första reaktor kom i drift den 1 februari 1986 medan den andra gjorde det den 8 januari 1990.